# آسیپوویچی
آسیپوویچی (به لاتین: Asipovichy) یک منطقهٔ مسکونی در بلاروس است که در منطقه موگیلف واقع شده‌است. آسیپوویچی ۲۹٬۹۰۰ نفر جمعیت دارد و ۱۳۶ متر بالاتر از سطح دریا واقع شده‌است.

## خواهرخوانده
شهر کرونشتات خواهرخواندهٔ آسیپوویچی است.